# Кумица
Кумѝца (на гръцки: Κουμίτσα) е село на Халкидическия полуостров, Гърция, част от дем Аристотел, област Централна Македония. Според преброяването от 2001 година е без жители.

## География
Кумица е разположено на северния бряг на полуостров Света гора, източно от демовия център Йерисос и е последното село преди границата на монашеската република.

## История
Църквата „Свети Харалампий“ е от 1862 година. През 1924 година църквата е изписана от светогорски монаси.